# 视神经
视神经（optic nerve）是十二对脑神经中的第二对，编号II，由视网膜神经节细胞发出的神经纤维（轴突）汇集而成；起于视乳头，在眼眶内向后内走行，穿过视神经管进入颅中窝，止于视交叉前角。视束则为视交叉的延续，而不属于视神经的一部分。

## 结构
视神经是十二对脑神经中的第二对。然而，由于它起源于胚胎时期的间脑外翻，故也被视为中枢神经系统的一部分。与周围神经系统镶嵌在脑膜中的施旺细胞不同，视神经纤维包被于产生自少突细胞的髓磷脂。格林－巴利综合征一类的外部神经疾病并不影响视神经。
视神经嵌套于全部三层脑膜（硬腦膜、蜘蛛膜、軟腦膜）中。哺乳动物的中枢神经纤维束是不可再生的。因此，视神经损伤导致的失明不可逆转。发端于视网膜上的神经纤维经视神经直通九个大脑中的视神经核。视觉信号在此中继，再被传送至视觉神经皮层。
视神经由视网膜神经节细胞的轴突和支持细胞组成。它由眼眶发出，经视神经管指向后中部的视神经交叉，双眼的部分颞视野（鼻半视网膜）纤维恰在此发生交叉。交叉纤维的规模因物种而异，且与物种的双目视野最大可视角度有关。多数视神经轴突终结于向视觉皮层传递视觉信号的侧膝状核，少部分与眨眼反射有关的终结于顶盖前核。另有部分轴突在视交叉上核处终结，司职调节醒睡周期。它的直径在眼附近约为 1.6 mm，到眼眶附近则有 3.5 mm，在颅脑空间时则会达到 4.5 mm。视神经组分的在眼球内长 1 mm，眼眶内长 24 mm，视神经管内长 9 mm，形成视神经交叉前于颅脑空间长度可达 16 mm。在此，约 53 % 的纤维交叉形成视束。它们中的大多数终止于外侧膝状体。
视辐射线纤维从外侧膝状体穿过脑枕叶到达视觉皮层。更精确地说，发自对侧上部视野的视觉纤维横贯麦耶氏袢，终止于枕叶中鸟距沟下方的舌回，而发自对侧下部视野的视觉纤维更直接地终结于楔叶处。

## 功能
视神经具有特殊躯体传入的功能，也正是视觉感官的所在。

### 视觉
视野盲区的形成是光感受器在视网膜区域——视神经离开眼球去往大脑这一区域缺失的结果。
人类视神经的纤维数约为 770,000 到 1,700,000 ，也正是与每个视网膜连接的神经节细胞的轴突数。在视觉敏感的视网膜中央凹，每个视网膜神经节细胞联系少至五个感光细胞。在视网膜的其他区域，这个数目上可至几千。
眼球的感觉神经支配须经由三叉神经的眼支。角膜反射可验证这一传入通路。

## 临床意义

### 检查
四种方式可以检查视神经：
1. 视觉灵敏度
2. 视野
3. 眼球对光的反应（亦涉及动眼神经）
4. 眼底镜检查

## 图集

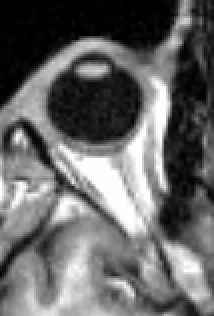
视神经的核磁共振成像(MRI)图像
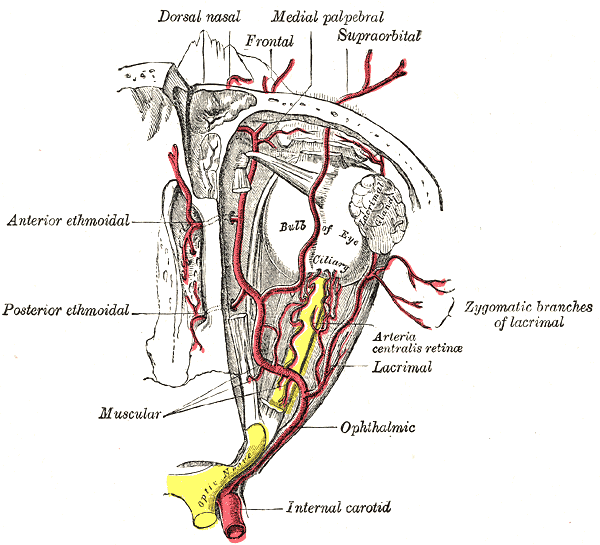
眼动脉及其分支（视神经以黄标注）
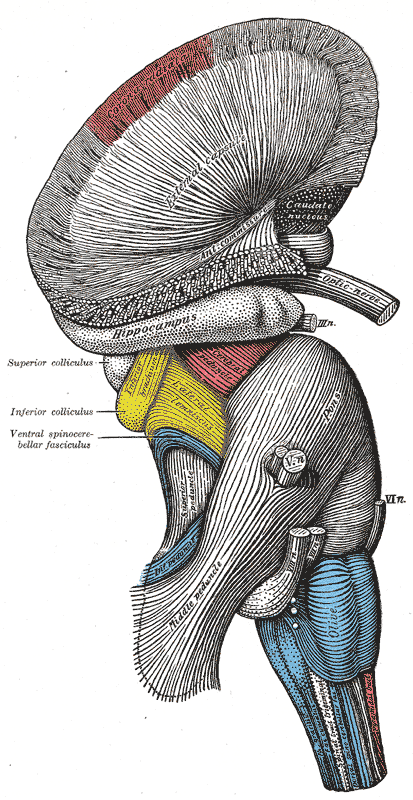
脑干浅表解剖，侧面观。
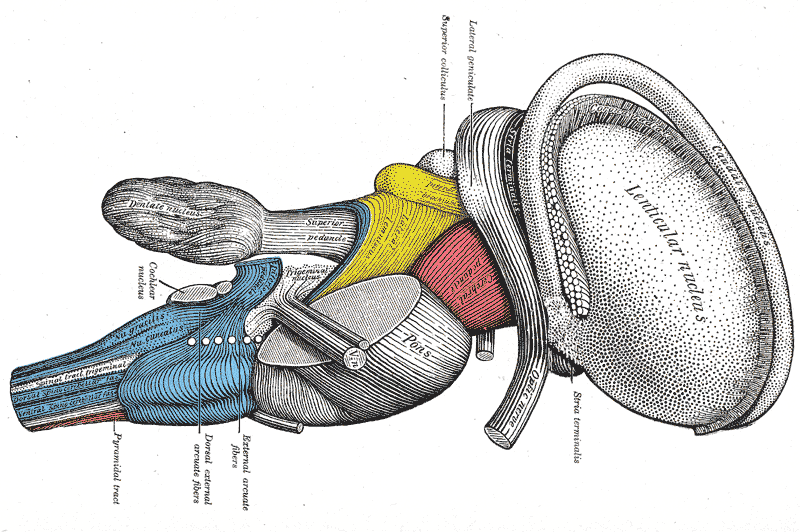
脑干解剖，侧面观。

## 外部連結
- 解剖學（Anatomy）-腦神經（cranial nerve）-CN II（視神經） （页面存档备份，存于）